# 寺庙

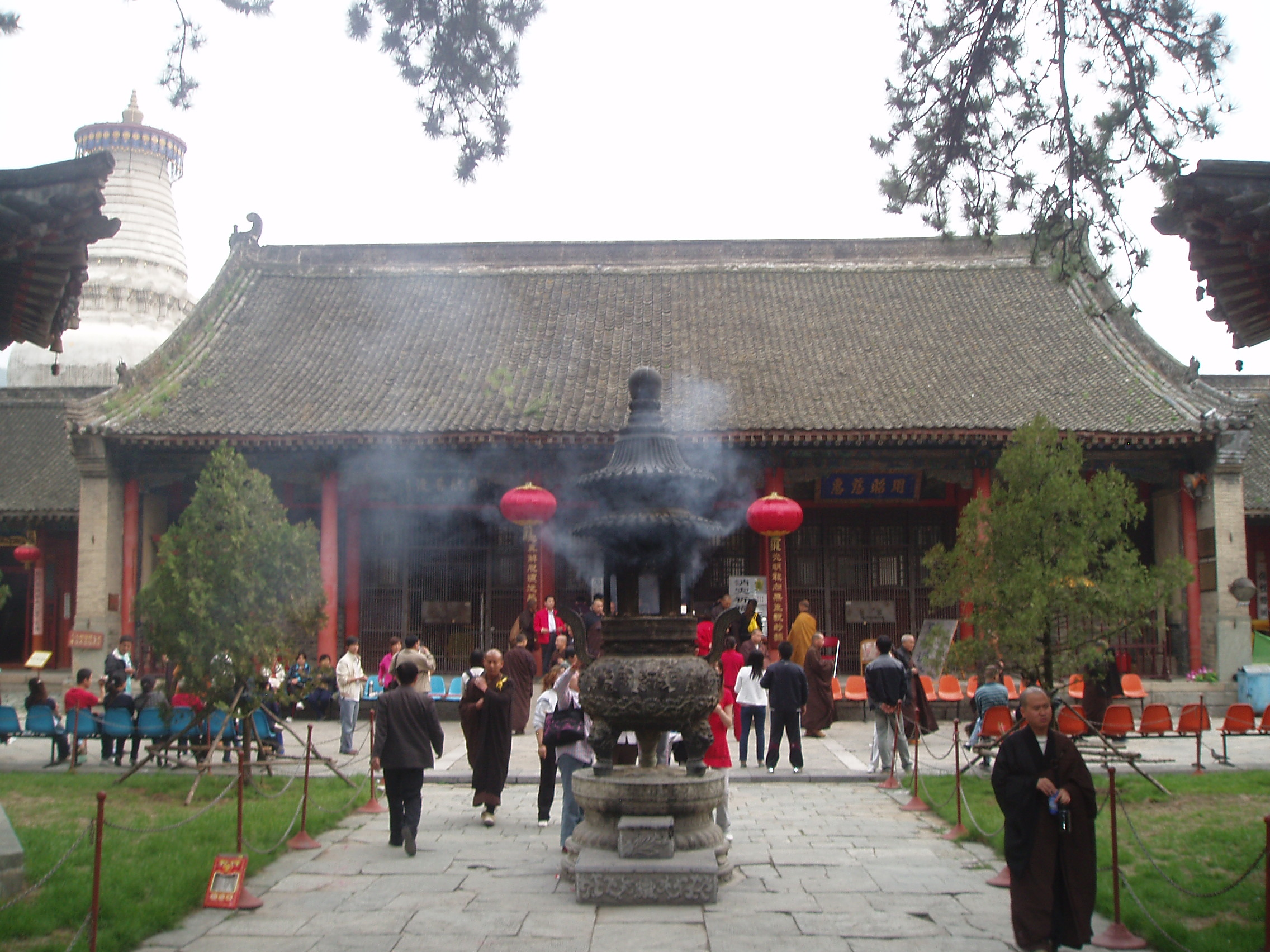
中国山西五台山顯通寺

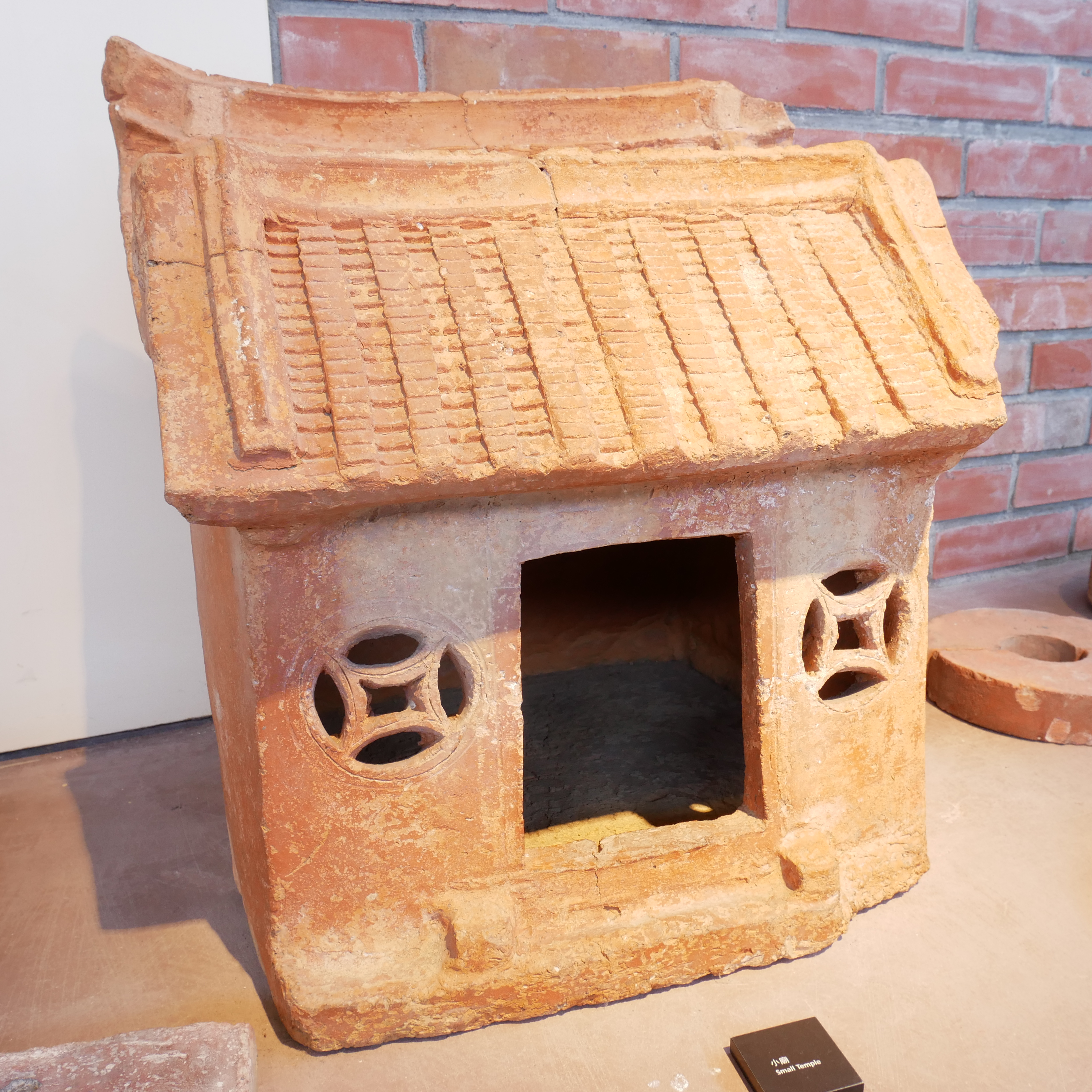
陶製小廟（新北市立鶯歌陶瓷博物館藏）

東亞傳統宗教供奉神灵、神话或传说人物、历代圣贤、历史著名人物的房屋式祭祀建筑物，均可統稱為廟宇。一般包括道觀、佛寺、祠等廟宇，而不包括祭祀祖先的祠堂家廟，但一些聖賢的家廟亦受宗族以外的信眾參拜，故这些家庙同時事實上有著祭祀以及讓信眾祈求庇佑用的性質。道教宮觀可稱宮廟，佛教寺院可稱寺庙，尊天法祖祭祀通稱祖廟或宗廟，皇家太庙與明堂则合稱为廟堂。
由於東亞傳統上常有不同宗教互相影響、習合的情況，如佛道雙修、三教合流、神佛習合等，加上與民間信仰、巫覡宗教合流，因此廟宇的名稱、性質多變，甚至同一間廟宇同時具備多種性質。

## 建築
除了一些單體式且不設前院的廟宇外，一般都有一個獨立的門為入口，如神道坊（廟宇牌坊）、山門、鳥居等，也代表進入廟宇或結界範圍。入門之後為神道，可通往參拜之處。
廟宇主體建築稱為「殿」，「殿」本指帝王居所，後來也指供奉仙真聖賢神佛的屋宇如大雄寶殿，有些則稱為「堂」如日本法隆寺金堂。規模較大的寺廟常有多個不同的殿或堂。
有些廟宇周圍會有廟宇林，有守護廟宇的神聖意義，也有些是作為風水林。

## 類型與名稱
「觀」，原指宮殿的高大門闕，後因歷代帝王常請方士或道士夜觀星象、制定曆法於「觀」，後來用以指道士修道的居所，即道觀，也作為供奉道教先真的建築物名稱，如玄妙觀與白雲觀。一些規模較大的道觀會以「宮」命名，兩者又合稱「宮觀」。
民間信仰中的寺廟命名多元，傳統上只有一些主神神格為帝、后、妃或王爺級的寺廟才會用原指帝王居所的「宮」命名。例如媽祖曾先後在元代、清代獲皇帝冊封為天妃、天后，於是部分媽祖廟命名為天妃宮、天后宮；關羽被尊為協天大帝，於是一些關帝廟也命名為協天宮；神格崇高的神明，其廟宇也會稱為「宮」，如香港、澳門一些由民間釋教信徒開設的觀音廟名為水月宮。今日多數神廟都稱「宮」。
「殿」指帝王理事之所，多為高階神明的廟宇，供奉三清的廟宇名稱包含三清殿、高玄殿等。供奉玄天上帝的廟宇名稱包含北極殿、真武殿等。
寺廟原指「寺院」「寺」原係朝廷辦公官署如大理寺等，「院」原為官廨別稱。佛教傳入中國初期，曾將僧人安排在九卿之一府邸寺中居住，因幾個著名僧人而令其居所寺中某某院也逐漸成為僧人居所代稱。故後世稱為寺或院，佛教僧侶修行、禮佛與居住的道場，如中國佛教第一座佛寺洛陽「白馬寺」與香港“三大古剎”之一「青山禪院」，並隨著漢傳佛教傳播影響日本、朝鮮、越南、琉球；伊斯蘭教之禮拜堂稱之為「清真寺」。
「庵」或「庵堂」本來是指結草為屋，後指僧尼供佛的屋舍如河南初祖庵，又常常專指僅有女性出家眾（比丘尼）居住、修行的場所如新北市石碇區蓮池庵。也有一些民間釋教信徒把供奉地藏王的廟宇命名為地藏庵，五福大帝的廟宇也有命名為「庵」如福州白龍庵。
「巖」本來指位於山窟或依山崖處據險而築的佛寺，供奉清水祖師的廟宇也常命名為清水巖。
「洞」係道教先真居住之地如洞天福地，後來在中國大陸、香港、台灣、越南等地，因為民間釋教與民間信仰合流，而成為廟的代名詞之一。
儒教的寺廟包括祭祀孔子的孔廟，以及祭祀聖賢、烈士、祖先的「祠」，如名宦祠、忠烈祠、宗祠等。但一些祭祀先賢的祠又被民眾視為祈福消災的神明，遂與民間信仰結合變成民間寺廟，例如祭祀諸葛亮的武侯祠，供奉土地公的廟宇也有作土地祠、福德祠者。
「府」原指百官所居之處，部份廟宇也以「府」命名，如奉祀五府千歲的代天府、奉祀池府千歲的海埔池王府、奉祀張李莫府三千歲的五條港安西府、奉祀張天師的天師府或廣信府。
「堂」是古代官吏審案的地方，也指屋舍的正廳，作為廟宇使用如松山慈惠堂。台灣齋教、扶乩之場所亦常稱為「堂」，例如壹善堂、勸化堂。佛教道场也会使用「讲堂」作为弘法场所名称如慧日讲堂與菩提講堂。一貫道場所亦有作「某某佛堂」、「某某聖堂」等。
「壇」是舉行祭祀的高臺，在古代東亞常與政府祭祀相關，如天壇、地壇、先農壇、厲壇等，其中天壇、天公壇也成為常見祭祀玉皇上帝的廟宇名稱，如新竹天公壇、臺灣首廟天壇。另外，一般私人設立的神壇也常稱「某某壇」。
“廟”可作为祭祀各神祇场所的泛称，或直接成為祭祀場所名稱，如武廟、文昌廟、文武廟、媽祖廟、王爺廟、城隍庙、義民廟、祭祀后羿的三嵕（zōng）廟等。
日本神道教的寺廟稱為神社，其中祭祀日本皇室祖先神、日本天皇、以及對於大和平定有功神祇的神社稱為神宮，小型的神社則稱為「祠」，或作「小祠」、「小堂」。其他祭祀特定人物的建築有「靈廟」、「廟」或者「靈屋」等多種稱呼，統稱為「御靈屋」，可區分為神式靈廟、佛式靈廟以及儒式靈廟三種式樣，其中最富盛名的日光東照宮、北野天滿宮屬於神式，瑞鳳殿、慈眼堂屬於佛式，各地孔廟屬於儒式。
越南傳統信仰中的寺廟，除了與中國相同的類型外，村社裡還有一種稱為「亭」的寺廟，供奉村社保護神。
琉球神道的祭祀場所稱為「御嶽」，其中一些屬於寺廟形式。